# 斯瓦莱代尔

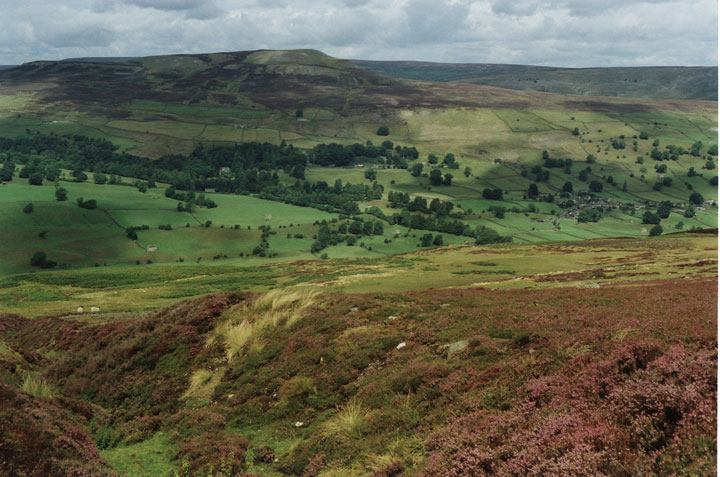
斯瓦莱代尔

斯瓦莱代尔（Swaledale）位於英格兰北部北约克郡奔宁山脉东侧，是约克郡谷地最北端的山谷之一。斯瓦莱代尔的產業以牧羊业為核心。斯瓦莱代尔的名稱也是來自於黑面羊。斯瓦莱代尔當地出產羊毛衫和斯瓦莱代尔奶酪。